# Rēzekne
Rēzekne ( výslovnost, latgalsky Rēzne, česky zastarale Režica) je město ve východním Lotyšsku v regionu Latgale, 242 km východně od hlavního města Rigy. Leží na sedmi pahorcích na křižovatce železničních tratí Moskva-Riga a Varšava-Sankt Petěrburg. Městem protéká stejnojmenná řeka, podle níž je také pojmenováno.

## Osobnosti
- Fridrich Ermler (1898 – 1967), sovětský herec, režisér a scenárista